# Szema Jisrael

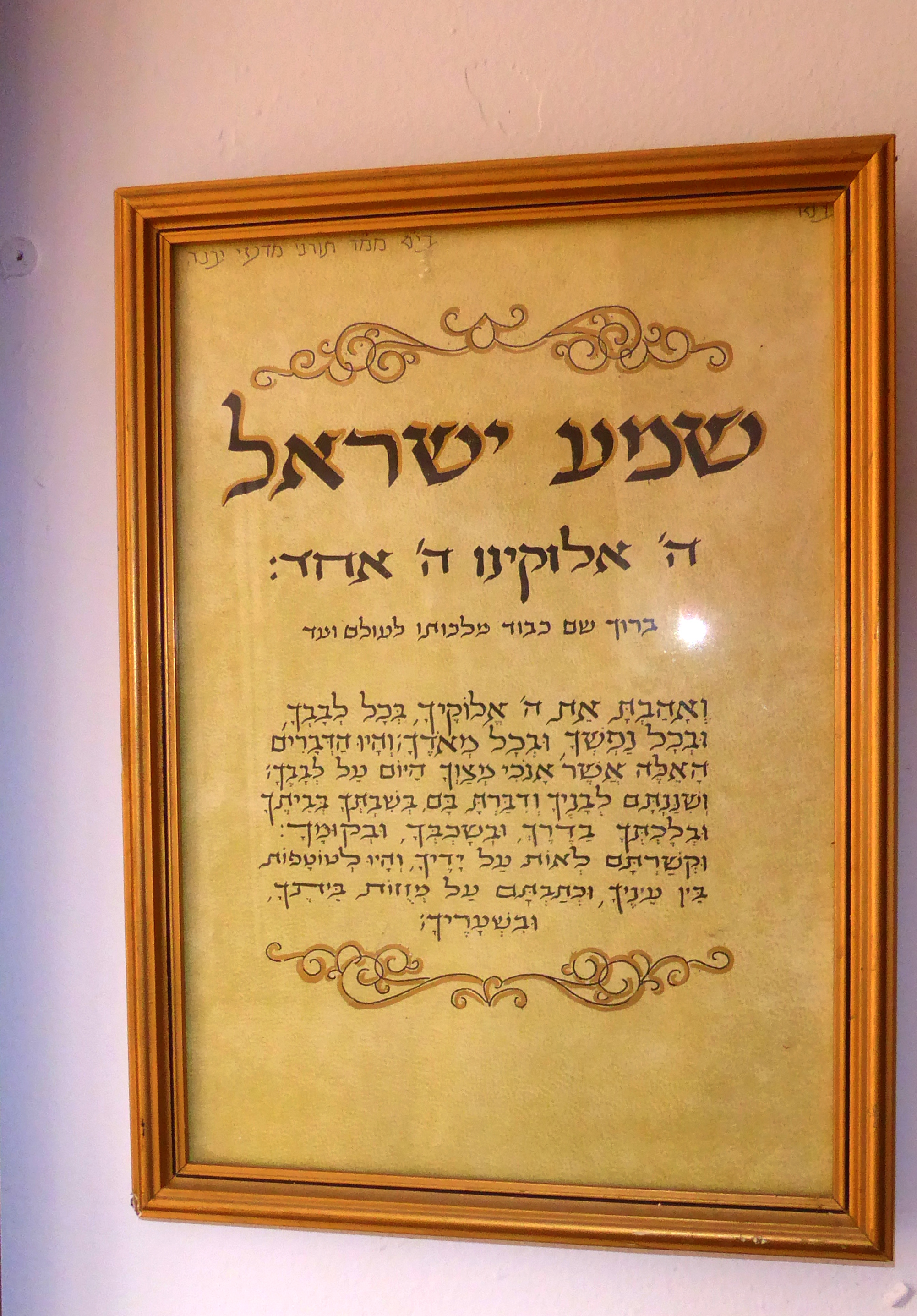
Szema Jisrael

Szema Jisrael (hebr. ‏שמע ישראל‎, pol. Słuchaj, Izraelu) – jedna z dwóch najważniejszych, obok Amidy, modlitw w judaizmie. Składa się z biblijnych fragmentów: Pwt 6, 4-9; Pwt 11, 13-21; Lb 15, 37-41.
Obecną formę przyjęła na przełomie II i III w. n.e., jednak już w okresie Drugiej Świątyni w podobnej formie odmawiana była przy składaniu ofiary stałej tamid. Obecnie odmawiana w czasie modlitwy porannej (szacharit) i wieczornej (maariw). Jest wypowiadana bez przerw, każde słowo powinno być wypowiadane uważnie i poprawnie, ze zrozumieniem. Należy mówić na tyle głośno, by słyszeć własne słowa, oczy zakrywając prawą dłonią w celu większego skupienia.
Wobec braku w judaizmie formalnego wyznania wiary, Szema pełni jego funkcję. Zawiera w sobie trzy podstawowe prawdy religijne judaizmu: wiarę w jednego Boga, w nagrodę i karę oraz w objawienie boże, wyrażone poprzez Torę. Mieści także trzy podstawowe przykazania religii: miłości Boga, poddania się Jego opatrzności oraz podporządkowania się prawu wyrażonemu w Torze.
Dwa pierwsze fragmenty Szemy, ręcznie przepisane na pergaminie, tworzą mezuzę, która jest umieszczana przy drzwiach żydowskiego domu. Te same dwa fragmenty, wespół z innymi (Wj 13, 1-10, 11-16), są umieszczane w tefilin.

## Tekst modlitwy
Słuchaj, Izraelu, Pan jest naszym Bogiem – Panem jedynym. Będziesz miłował Pana, Boga twojego, z całego swego serca, z całej duszy swojej, ze wszystkich sił swoich. niech pozostaną w twym sercu te słowa, które ja ci dziś nakazuję. Wpoisz je twoim synom, będziesz o nich mówił przebywając w domu, w czasie podróży, kładąc się spać i wstając ze snu. Przywiążesz je do twojej ręki jako znak. Niech one ci będą ozdobą przed oczami. Wypisz je na odrzwiach swojego domu i na twoich bramach.
I jeśli będziecie słuchać pilnie nakazów, które wam dziś daję, miłując Pana, Boga waszego, i służąc mu z całego serca i z całej duszy, ześle On deszcz na waszą ziemię we właściwym czasie, jesienny, jak i wiosenny, i zbierzecie wasze zboże, moszcz i oliwę. Da też trawę na polach dla waszego bydła. Będziecie mieli żywności do syta. Strzeżcie się, by serce wasze nie pozwoliło się omamić, abyście nie odeszli i nie służyli obcym bogom i nie oddawali im pokłonu, bo zapaliłby się gniew Pana na was, i zamknąłby niebo, aby nie padał deszcz, ziemia nie wydałaby plonów, i prędko zginęlibyście w tej pięknej ziemi, którą wam daje Bóg. Weźcie przeto sobie te moje słowa do serca i duszy. Przywiążcie je sobie jako znak na ręku. Niech one będą wam ozdobą między oczami. Nauczcie ich wasze dzieci, powtarzając je im, gdy przebywacie w domu, gdy idziecie drogą, gdy kładziecie się i wstajecie. Napiszcie je na odrzwiach swojego domu i na swoich bramach, aby się pomnożyły twoje dni i dni twoich dzieci w kraju, który przodkom waszym poprzysiągł dać Pan – dni tak długie, jak dni niebios, które są nad ziemią.
I mówił znowu Pan do Mojżesza: Powiedz Izraelitom, niech sobie zrobią frędzle na skrajach swoich szat, oni i ich potomstwo, i do każdej frędzli użyją sznurka z fioletowej purpury. Dla was będą te frędzle, a gdy na nie spojrzycie, przypomnijcie sobie wszystkie przykazania Pana, aby je wypełnić – a nie pójdziecie za żądzami swego serca i oczu, przez które plamiliście się niewiernością – byście w ten sposób o wszystkich moich przykazaniach pamiętali, pełnili je i tak byli świętymi wobec swojego Boga. Jam jest Pan, Bóg wasz, który was wyprowadził z ziemi egipskiej, aby być waszym Bogiem. Jam jest Pan, wasz Bóg. (tłumaczenie – Biblia Tysiąclecia; Pwt 6,4-9; 11,13-21 i Lb 15, 37-41)